# Jaime Córdoba (politicus)
Jaime Luis Córdoba (Curaçao, 11 oktober 1950 – Groningen, 15 december 2024) was een Curaçaose politicus en onafhankelijke statenlid. Hij was minister van Sociale Ontwikkeling, Werk en Welzijn in de kabinetten Koeiman en Pisas. Daarvoor was hij lid en vicevoorzitter van de Staten van Curaçao.

## Leven
Córdoba is een gepensioneerd politieman. Vlak voor de ontbinding van de Nederlandse Antillen sloot hij zich aan bij Pueblo Soberano (PS) en werd na de verkiezingen van 27 augustus 2010 lid van de eerste Staten van Curaçao. Op 2 november 2012 werd hij gekozen tot vicevoorzitter van de Staten. Dezelfde maand verklaarde Córdoba dat hem 2 miljoen Nederlands-Antilliaanse gulden werd geboden om zijn steun aan de regering, die was gebaseerd op 11 van 21 statenzetels, in te trekken. Toen na de moord in 2013 op de PS-leider Helmin Wiels het kabinet Asjes werd gevormd, had Córdoba minister van Sociale Zaken, Werk & Welzijn kunnen worden. Hij zag daar echter van af, om partij-ervaring in de Staten niet teloor te laten gaan en liet Jeanne-Marie Francisca minister worden. Op 8 december 2015 werd hij als vicevoorzitter van de Staten opgevolgd door Humphrey Davelaar.
In december 2015 werd Córdoba gekozen tot politiek leider van PS en opvolger van Helmin Wiels. Hij was de enige kandidaat bij de partijverkiezing. Op 16 december 2015 volgde hij Melvin Cijntje op als fractievoorzitter van de partij in de Staten van Curaçao. Deze functie bleef hij vervullen tot zijn benoeming tot minister in het kabinet-Koeiman.
Córdoba werd op 23 december 2016 beëdigd tot minister van Sociale Ontwikkeling, Werk en Welzijn. Hij behield de ministerspost in het kabinet-Pisas, dat op 24 maart 2017 aantrad. Vanaf 30 maart 2017 was hij tevens minister van Verkeer, Transport en Ruimtelijke Planning. Op 29 mei 2017 werd het kabinet Pisas opgevolgd door het kabinet Rhuggenaath. Bij de statenverkiezingen van 2017 behaalde de PS één zetel, die door Córdoba bezet wordt. Op 17 december 2020, kort voor de verkiezingen van 2021, stapte hij uit de partij en ging verder als onafhankelijke statenlid. Córdoba had zich eerder in oktober 2017 als PS-partijleider teruggetrokken.
Córdoba overleed op 15 december 2024 op 74-jarige leeftijd.